# Eizellspende
Als Eizellspende wird die Spende einer fremden weiblichen Keimzelle verstanden, die mit dem Samen des Partners der das Kind austragenden Frau befruchtet und dieser dann implantiert wird. Die genetische Mutter, von der die Eizelle stammt, und die austragende Frau sind also nicht identisch.
Die Eizellspende, auch als allogene Eizelltransplantation bezeichnet, ist eine Methode der Reproduktionsmedizin zur Erfüllung des Kinderwunsches bei ungewollter Kinderlosigkeit. Sie wird angewandt, wenn in den Eierstöcken einer Frau wegen fortgeschrittenen Alters oder als Folge einer Erkrankung keine Follikel heranreifen. Die Eizellspende wird auch im Rahmen einer Leihmutterschaft durchgeführt, bei der eine andere Frau das Kind austrägt als diejenige, die nach der Geburt für das Kind sorgen soll.
Zur Eizellspende werden die Eierstöcke einer Spenderin medikamentös stimuliert, um mehrere Eizellen gleichzeitig reifen zu lassen, die anschließend, meist unter Narkose, durch Punktion entnommen werden. Diese Eizellen werden durch In-vitro-Fertilisation (IVF) oder intrazytoplasmatische Spermieninjektion (ICSI) mit Sperma befruchtet und der Empfängerin transferiert (Embryotransfer) oder für einen späteren Transfer kryokonserviert.

## Gesetzliche Regelungen
Die Eizellspende ist in Europa gesetzlich unterschiedlich geregelt. Es gibt Länder, in denen sie verboten ist, dazu gehören Deutschland, Schweiz und Türkei. In den meisten anderen europäischen Ländern gibt es dazu keine gesetzlichen Regelungen, vielmals wird sie geduldet. In den Ländern, in denen die Eizellspende gesetzlich erlaubt ist und praktiziert wird (dazu gehören Frankreich, Vereinigtes Königreich, Spanien, Niederlande, Belgien, Tschechische Republik, Slowakei, Polen, Ukraine, Österreich), unterliegt sie zum größten Teil Regelungen, die eine Ausbeutung der Spenderin verhindern sollen.

### Deutschland

#### Embryonenschutzgesetz

##### Geltendes Recht
In Deutschland sind alle reproduktionsmedizinischen Verfahren durch das Embryonenschutzgesetz geregelt.
Gem. § 1 Abs. 1 bis 3 ESchG ist Folgendes verboten:
(1) Mit Freiheitsstrafe bis zu drei Jahren oder mit Geldstrafe wird bestraft, wer
1. auf eine Frau eine fremde unbefruchtete Eizelle überträgt,
2. es unternimmt, eine Eizelle zu einem anderen Zweck künstlich zu befruchten, als eine Schwangerschaft der Frau herbeizuführen, von der die Eizelle stammt,

…
 6. einer Frau einen Embryo vor Abschluss seiner Einnistung in der Gebärmutter entnimmt, um diesen auf eine andere Frau zu übertragen oder ihn für einen nicht seiner Erhaltung dienenden Zweck zu verwenden, oder
 7. es unternimmt, bei einer Frau, welche bereit ist, ihr Kind nach der Geburt Dritten auf Dauer zu überlassen (Ersatzmutter), eine künstliche Befruchtung durchzuführen oder auf sie einen menschlichen Embryo zu übertragen.
Die Eizellempfängerin hat keine strafrechtlichen Konsequenzen zu befürchten
…
(3) Nicht bestraft werden
1. in den Fällen des Absatzes 1 Nr. 1, 2 und 6 die Frau, von der die Eizelle oder der Embryo stammt, sowie die Frau, auf die die Eizelle übertragen wird oder der Embryo übertragen werden soll.

Es ist den Frauenärzten/Reproduktionszentren in Deutschland ebenfalls verboten, vorbereitende Maßnahmen für eine Eizellspende durchzuführen. Im Rahmen einer künstlichen Befruchtung ist nur die heterologe Insemination (Samenspende eines Dritten) zulässig, nicht dagegen die Eizellspende einer fremden Frau.

##### Rechtspolitik
Es gibt Juristen, welche die Vereinbarkeit des Embryonenschutzgesetzes mit dem Grundgesetz zumindest infrage stellen. Auch die Reproduktionsmediziner sind bestrebt, eine Lockerung der gesetzlichen Möglichkeiten zu erreichen.
Durch die vorhandene gesetzliche Regelung in Deutschland sind die Kinderwunschpaare gezwungen, die Behandlung im europäischen Ausland oder in einem anderen Land der Welt durchführen zu lassen, man nennt dieses Phänomen auch „Befruchtungstourismus“. In den an Deutschland angrenzenden europäischen Ländern gibt es sehr viele reproduktionsmedizinische Zentren, die zum Teil auch mit deutschen Ärzten zusammenarbeiten oder aber von diesen federführend unterstützt werden.
Die FDP fordert schon länger die Zulassung der Eizellspende in Deutschland. In der SPD gibt es Parlamentarier wie Brigitte Zypries und Sonja Steffen, die eine Zulassung der Eizellspende in Deutschland befürworten. Feministische Kreise beziehen keine einheitliche Position. Während sich z. B. einige Landesverbände von Pro Familia für eine Legalisierung aussprechen, lehnt das Feministische FrauenGesundheitsZentrum FFGZ den körperlichen Eingriff ab.
Wissenschaftler der Deutschen Akademie der Wissenschaft Leopoldina und der Union der Deutschen Akademien der Wissenschaften haben sich im Juni 2019 befürwortend zur Zulassung der Eizellspende positioniert. Auch die Bundesärztekammer befürwortet die Eizellspende und mahnt im September 2020 eine Reform des Embryonenschutzgesetzes an.
Die aufgrund des Koalitionsvertrags der sog. Ampelregierung eingesetzte „Kommission zur reproduktiven Selbstbestimmung und Fortpflanzungsmedizin“ hat den Auftrag, die Regulierungen für den Schwangerschaftsabbruch außerhalb des Strafgesetzbuches sowie Möglichkeiten zur Legalisierung der Eizellspende und der altruistischen Leihmutterschaft zu überprüfen. Dem steht beispielsweise der Arbeitskreis Frauengesundheit in Medizin, Psychotherapie und Gesellschaft kritisch gegenüber.
Im April 2024 befürwortete die Kommission der Ampelkoalition die Zulassung der Eizellspende.

#### Familienrecht
Mutter eines Kindes ist die Frau, die es geboren hat (§ 1591 BGB). Das gilt auch im Falle einer im Ausland durchgeführten Leihmutterschaft, wenn es von vornherein der übereinstimmenden Absicht aller an der Leihmutterschaft Beteiligten entspricht, dass das Kind alsbald nach der Geburt nach Deutschland gelangen und dort dauerhaft bleiben soll. Das Elternpaar, das die Leihmutterschaft durchführen ließ, muss das Kind adoptieren, um dadurch die Rechtswirkungen der Mutterschaft auch für die Frau zu erzielen, welche faktisch als Mutter für das Kind sorgen soll.

### Österreich
Österreich erlaubt seit 2015 nach einem Urteil des Österreichischen Verfassungsgerichtshofes die Eizellspende. Auch Frauenpaaren, die in einer Lebensgemeinschaft leben, wird die Eizellspende ermöglicht.

### Tschechien
In Tschechien ist laut dem Gesetz Nr. 373/2011 Sb. Eizellspende legal, anonym, freiwillig und kostenlos. Bei der Spende dürfen lediglich die Eigenschaften mitgeteilt werden, die die Spenderin nicht identifizieren, wie zum Beispiel die Haar- und Augenfarbe, die Körpergröße, die Blutgruppe, der Charakter der Spenderin usw. Die Spenderin muss sich einer Hormonstimulation und Eizellentnahme in Vollnarkose unterziehen und muss viele strenge Kriterien erfüllen. Sie darf nicht älter als 35 Jahre sein, ihr Gesundheitszustand muss perfekt sein, sie darf nicht fettsüchtig sein und muss sich der genetischen Untersuchung unterziehen und auf geschlechtlich übertragbare Krankheiten getestet werden. Die gewonnenen Eizellen werden dann durch die Spermien des Partners befruchtet und die entstandenen kultivierten Embryonen in die Gebärmutter der Empfängerin transferiert. Es ist nicht legislativ möglich, sich ohne Partner befruchten zu lassen.
Leihmutterschaft ist in der Tschechischen Republik legislativ nicht verboten (Gesetz Nr. 373/2011 Sb.).
In Tschechien gibt es mehrere Zentren für assistierte Reproduktion, wo sich Frauen aus der ganzen Welt den Traum von eigenem Kind erfüllen können. Die meisten befinden sich in Prag.

## Entscheidung des Europäischen Gerichtshofs für Menschenrechte
Der Europäische Gerichtshof für Menschenrechte entschied im April 2010 zunächst, wenn ein Staat künstliche Befruchtung zulässt, dürfe er die Eizellspende nicht verbieten. Das Gericht urteilte, es sei eine „nicht durch objektive und vernünftige Gründe zu rechtfertigende“ Ungleichbehandlung, wenn Paare, die eine Eizellspende benötigen, von der künstlichen Befruchtung ausgeschlossen sind. Im November 2011 wurde diese Entscheidung durch die Große Kammer des Europäischen Gerichtshofs für Menschenrechte wieder aufgehoben. Ein Verbot widerstrebe nicht dem Recht auf Familienplanung.

## Häufigkeit
Nach Extrapolation von Zahlen aus Ländern, in denen die Eizellspende erlaubt ist (USA, Großbritannien etc.), ist davon auszugehen, dass bei etwa 1000–3000 Patientinnen pro Jahr in Deutschland ein Bedarf für eine Eizellspende aus medizinischer Indikation besteht. In Europa waren im Jahr 2008 insgesamt 13.609 Frauen Empfängerinnen von gespendeten Eizellen, 2010 wurden in Europa 25.187 Zyklen der Eizellspende gemeldet und 2013 waren 40.244 Frauen in Europa Empfängerinnen von Eizellspenden.
Nach einer Untersuchung der ESHRE zu „Cross Border Reproductive Care“ gehen in Europa Frauen für insgesamt etwa 24.000–30.000 Behandlungszyklen aus verschiedenen Gründen ins Ausland. Aus Deutschland wird ein Bedarf an schätzungsweise 2000 Behandlungszyklen im Ausland gedeckt. Der größte Teil der Frauen aus Deutschland (80 %) geht ins Ausland, weil in Deutschland die betreffenden Behandlungsmethoden verboten sind (wie bei Eizellspende). Insbesondere gehen deutsche Frauen daher in die Tschechische Republik, nach Dänemark und Spanien. Die Erfolgsraten einer Schwangerschaft nach Eizellspende sind hoch. Die Geburtenrate („Baby take home rate“) liegt zwischen 33 % (UK) und 55 % (USA) pro Embryotransfer.

## Medizinische Probleme
Schwangere haben nach einer Eizellspende, unabhängig von Alter, Mehrlingen und vom angewandten reproduktionsmedizinischen Verfahren, ein erhöhtes Risiko, eine hypertensive Schwangerschaftserkrankung zu entwickeln. Schwangerschaften nach einer allogenen Eizelltransplantation sollten daher engmaschig durch Ärzte mit pränatalmedizinischer Spezialisierung überwacht werden. Außerdem besteht ein erhöhtes Risiko für Blutungen im ersten Schwangerschaftsdrittel.